# Osterode am Harz
Osterode am Harz è una città di 21 316 abitanti,  della Bassa Sassonia, in Germania.

Era il capoluogo e il centro maggiore del circondario omonimo fino al 1º novembre 2016, quando quest'ultimo è stato soppresso e la città è stata incorporata nel circondario di Gottinga.
Osterode si fregia del titolo di "Comune indipendente" (Selbständige Gemeinde).